# Rolf Maier (sollevatore)
Rolf Maier (Stoccarda, 16 dicembre 1936 – Acheux-en-Amiénois, 30 marzo 2023) è stato un sollevatore tedesco naturalizzato francese.

## Carriera
Nato in Germania ma trasferito in Francia dopo la seconda guerra mondiale, dove acquisì la cittadinanza, prese parte a tre edizioni dei Giochi Olimpici: a Roma nel 1960, classificandosi undicesimo, a Tokyo nel 1964, classificandosi settimo, e a Città del Messico nel 1968, piazzandosi nono. Vinse la medaglia di bronzo ai campionati europei di Sofia nel 1965 e si aggiudicò un argento e un oro ai Giochi del Mediterraneo nel 1959 e nel 1967.
Ha militato nell'Union Roubaisienne SA e, dopo il ritiro dall'attività agonistica fu allenatore e supervisore tecnico in Picardia: tra i suoi allievi ci fu anche Daniel Senet. Dopo la sua scomparsa, gli è stato intitolato un centro di allenamento dei Giochi Olimpici di Parigi 2024.